# Dalila Jakupović
Dalila Jakupović, slovenska tenisačica, * 24. marec 1991, Jesenice.
V posamični konkurenci se je na turnirjih za Grand Slam uvrstila v prvo kolo na turnirjih za Odprto prvenstvo Francije leta 2018 in Odprto prvenstvo ZDA istega leta. Dobila je pet turnirjev ITF in sezono 2018 končala na 69. mestu ženske jakostne lestvice WTA, kot najvišje uvrščena slovenska tenisačica. V konkurenci ženskih dvojic se je na turnirju za Odprto prvenstvo ZDA uvrstila v četrtfinale leta 2018, osvojila je dva turnirja WTA, enega WTA 125K in osem ITF. 